# Phanerozoic Live
Phanerozoic Live è il primo album dal vivo del gruppo musicale tedesco The Ocean Collective, pubblicato il 26 novembre 2021 dalla Pelagic Records.

## Descrizione
Contiene le esibizioni integrali dei due album Phanerozoic I: Palaeozoic e Phanerozoic II: Mesozoic / Cenozoic, filmati e registrati rispettivamente il 25 e il 27 marzo 2021 durante le misure di confinamento imposte dalla pandemia di COVID-19. Entrambi i concerti sono stati precedentemente trasmessi in live streaming: il primo come parte della serie Club 100, mentre la seconda come evento online conclusivo del Roadburn Redux creato dal Roadburn Festival. Riguardo alla concezione della pubblicazione, il chitarrista Robin Staps ha spiegato:

## Tracce
Testi di Robin Staps, musiche dei The Ocean.
CD 1 – I. Palaeozoic
1. The Cambrian Explosion – 1:53
2. Cambrian – 7:47
3. Ordovicium – 5:51
4. Silurian – 10:14
5. Devonian: Nascent – 11:24
6. Carboniferous – 3:26
7. Permian – 9:24

CD 2
- II. Mesozoic

1. Triassic – 9:18
2. Jurassic / Cretaceous – 13:20

- III. Cenozoic

1. Palaeocene – 4:03
2. Eocene – 4:06
3. Oligocene – 4:02
4. Miocene / Pliocene – 5:25
5. Pleistocene – 6:41
6. Holocene – 5:53

DVD
1. Palaeozoic:  Live in Bremen – 51:41
2. Mesozoic / Cenozoic: Live at Roadburn Redux – 53:48

## Formazione
Hanno partecipato alle registrazioni, secondo le note di copertina:
Gruppo
- Loïc Rossetti – voce, percussioni (Triassic e Oligocene)
- Paul Seidel – batteria, voce, tastiera (Oligocene)
- Peter Voigtmann – tastiera, percussioni, batteria (Oligocene)
- Mattias Hägerstrand – basso
- David Ahfeldt – chitarra
- Robin Staps – chitarra, voce

Produzione
- Chris Edrich – registrazione (Phanerozoic II), missaggio audio
- Pierrick Noel – mastering
- Martin Kvamme – copertina
- Paul Post – fotografia
- Simon Kallas – fotografia
- Alex Kraudelt – rimontaggio video (Phanerozoic I), montaggio video (Phanerozoic II)
- Thomas Lippick – regia (Phanerozoic I)
- Michael Dreyer – direzione della fotografia (Phanerozoic I)
- Jannes Quantz – ingegneria del suono (Phanerozoic I)
- Christian Tipke – produzione video (Phanerozoic I)
- Frameshock Productions – produzione video (Phanerozoic II)